# Franz von Hoesslin

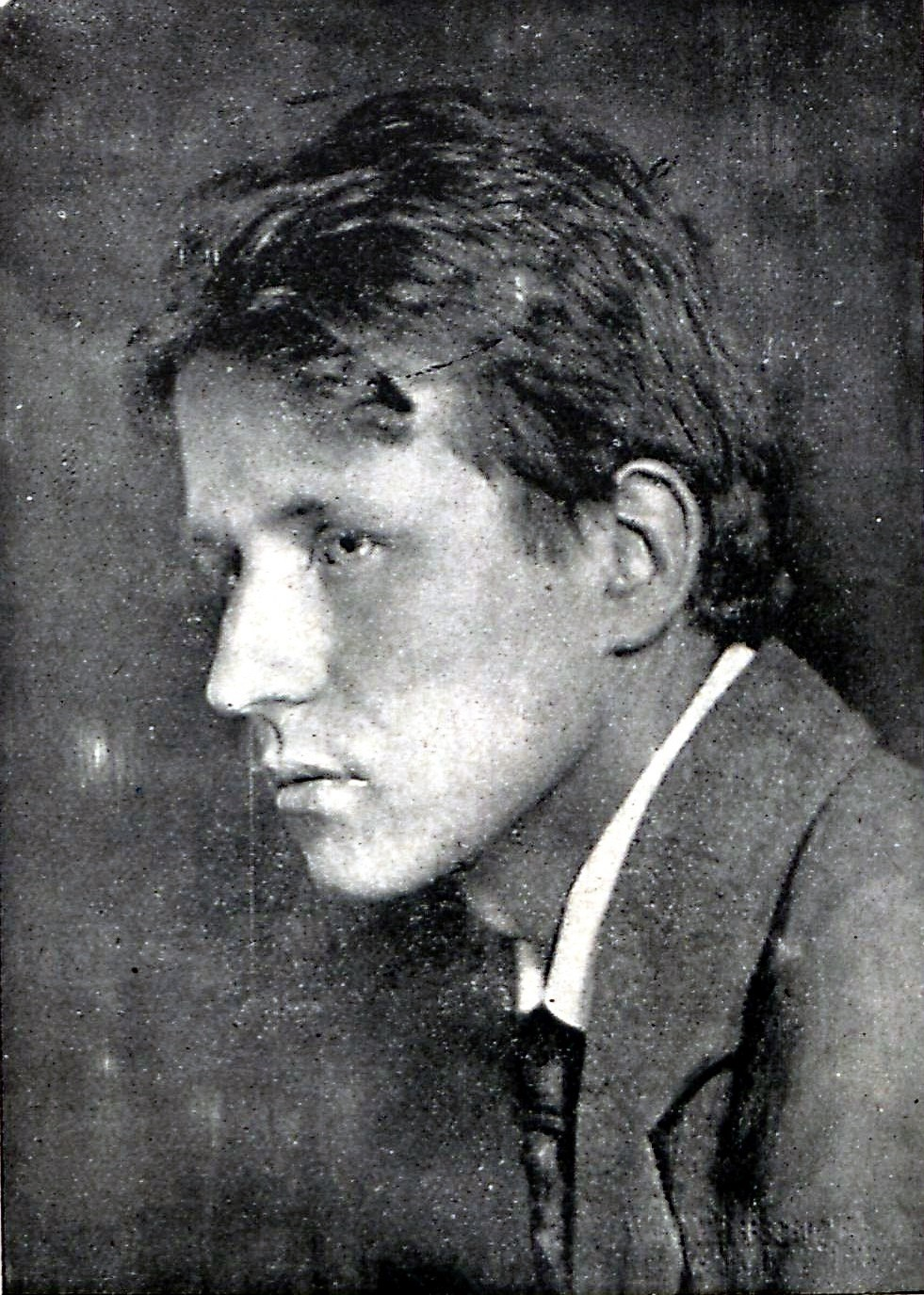
Franz von Hoeßlin

Franz von Hoeßlin était un chef d'orchestre et compositeur allemand né à Munich le 31 décembre 1885, mort dans un accident d'avion au large de Sète le 25 septembre 1946.

## Biographie

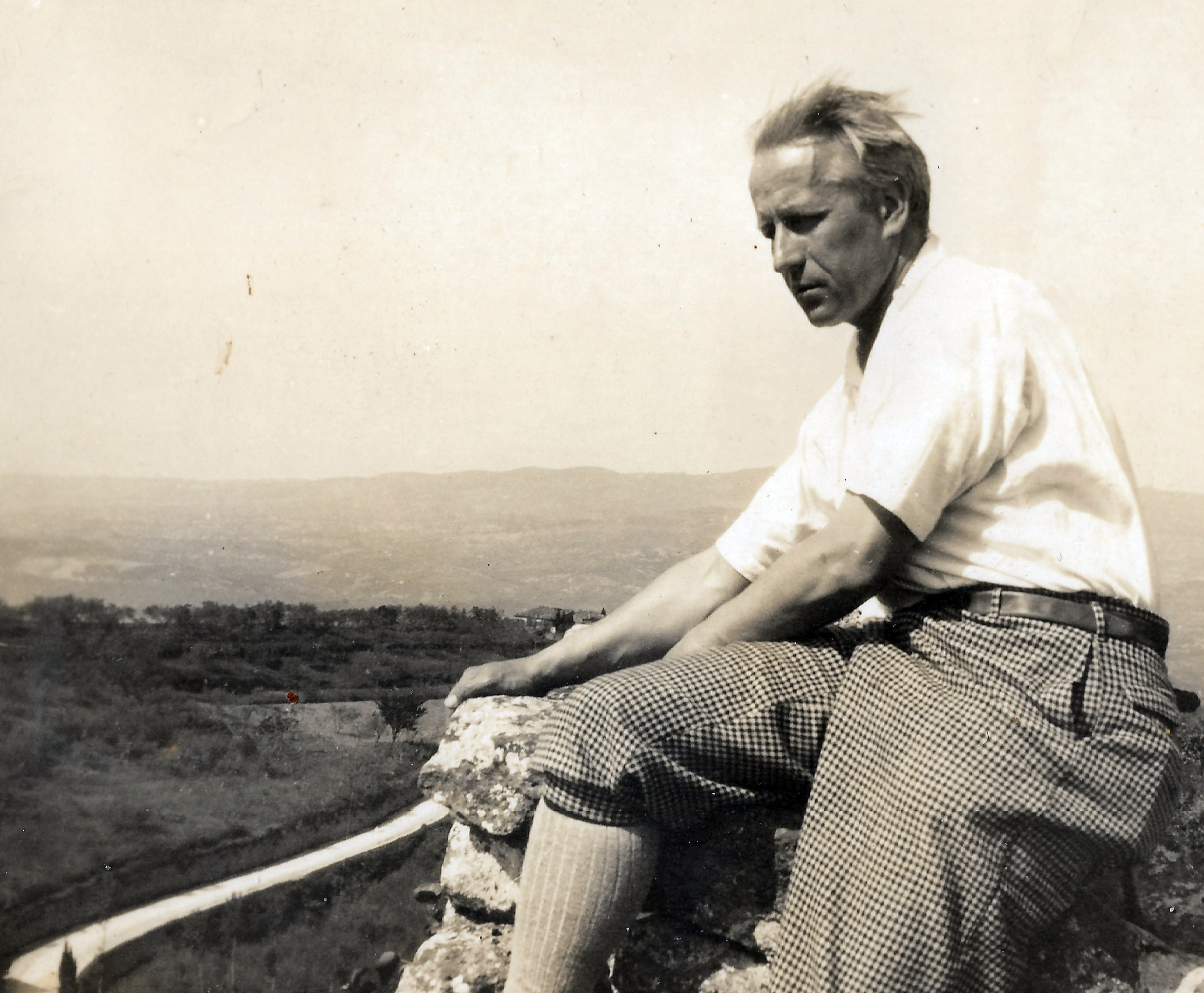
Franz von Hoesslin in Volterra, Italy, June 1930

Franz von Hoesslin a été l'élève de Max Reger et de Félix Mottl. Il fit ses débuts de chef d'orchestre à Danzig. De 1908 à 1911, il est nommé au Théâtre de Saint-Gall où il dirige tout L'Anneau du Nibelung, Tristan et Isolde, Les Maîtres Chanteurs de Nuremberg de Wagner,  Fidelio, de Beethoven, ainsi de nombreux opéras de Mozart et Gluck. A Hellerau, il rencontre Émile Jaques-Dalcroze pour étudier la rythmique Jaques-Dalcroze.
En 1912, Franz von Hoesslin est appelé à Riga où il dirige le « Konzertverein ». Au début de la Première Guerre mondiale, il s'engage comme volontaire. Il y resta avant tout musicien, fondant un ensemble de musique de chambre et transformant ses bagages en petite bibliothèque musicale.
Dans les années 1919-1920, il est chef de la « Société des amis de la musique » de Lübeck, puis maître de chapelle à Mannheim les deux années suivantes, où il fait la connaissance de sa seconde épouse, la cantatrice Erna Liebenthal. Il dirige ensuite à la Grosse Volksoper de Berlin. En 1923, il est nommé Generalmusikdirekort (Directeur général de la musique) du Landtheater de Dessau-Roßlau, comme successeur de Hans Knappertsbusch. L'amitié qui le liait aux peintres Paul Klee et Vassily Kandinsky, ainsi que l'architecte et urbaniste Walter Gropius est une des origines du transfert du Bauhaus à Dessau après la dissolution du Bauhaus de Weimar.
À côté de ses activités à Dessau, F. v.Hoesslin dirige à Vienne, Madrid, Lisbonne, Londres, Stockholm et Amsterdam. En 1923, il conduit un cycle Wagner à Hambourg,  ainsi que les festivals Wagner de Madrid en 1922 et 1923. En 1926, il partage avec Karl Elmendorff la direction de Bärenhäuter et Sternengebot de Siegfried Wagner. En 1927, il est appelé à diriger L'Anneau du Nibelung au Festival de Bayreuth. C'est cette année-là que se firent les tout  premiers enregistrements sur disque au Festival. En 1928, F. v. Hoesslin dirige à nouveau trois cycles de représentations de L'Anneau du Nibelung à Bayreuth.
En 1929, il monte L'Anneau du Nibelung avec l'Orchestre des concerts Straram et les solistes du Festival de Bayreuth au Théâtre des Champs-Élysées à Paris. Ces représentations, les premières en langue allemande en France, eurent un grand retentissement à travers toute la France, puis au niveau international, puisqu'elles firent l'objet d'enregistrements sur disques par la firme Pathé.
En 1932, F. v. Hoesslin conduit des cycles Mozart à Nice et Genève. De 1932 à 1936, il est "Generalmusikdirecktor" de l'Opéra de Breslau. Lorsque Vassily Kandinsky se trouve aux prises avec des difficultés politiques face au nazisme, F .v. Hoesslin lui offre refuge dans son chalet proche de Munich. Lui-même devait bientôt se heurter à une opposition massive de la part du régime national-socialiste. Pourtant, en 1934, il partage encore la direction de Parsifal avec Richard Strauss à Bayreuth. Mais il se voit refuser la direction des opéras de Munich ou de Hambourg. Alors même que le Sénat de cette dernière ville l'a accepté comme Generalmusikdirekor, il se voit mettre un veto par Joseph Goebbels, Ministre du Reich à l'Éducation du peuple et à la Propagande. Son épouse étant juive, on lui fait comprendre que s'il s'en séparait, rien ne s'opposerait à ce qu'il soit nommé à un poste de haut rang. Se heurtant, même à Breslau, à toujours plus de difficultés d'ordre politique, Franz von Hoesslin se décide à quitter l'Allemagne pour se rendre en Italie avec son épouse et sa fille.
En 1938 (Parsifal), 1939 (Parsifal) et 1940 (L'Anneau du Nibelung), il retourne tout de même diriger à Bayreuth à l'appel de Winifred Wagner. Il voulait considérer Bayreuth comme un haut lieu international de la musique, au-delà de toute actualité politique - ce qui, de toute évidence, n'était qu'utopie. Malgré tout, les représentations de Parsifal au Festival de Bayreuth 1938, avec Germaine Lubin (Kundry), Joseph Manowarda (Gurnemanz) et Franz Völker (Parsifal) seront à ses yeux un des moments culminants de sa carrière : "Avec cette représentation, je me trouve au seuil d'une nouvelle interprétation. Jusqu'ici, je n'ai fait qu'apprendre; maintenant, je crois avoir atteint la maîtrise de mon art".
Son activité de chef plus restreinte en exil, Franz von Hoesslin se consacre davantage à la composition, notamment de Lieder. Encore appelé à diriger à Bayreuth en 1942, bien que sur la liste noire du national-socialisme, rien ne l'y fit revenir. En 1943, il dirige l'intégralité de la Tétralogie à La Scala de Milan.
Les conditions politiques se détériorant en Italie également, le chef se réfugie à Genève, où il a régulièrement été appelé par Ernest Ansermet à diriger l'Orchestre de la Suisse romande. Il y dirige notamment une Symphonie n° 9 de Beethoven qui obtient un tel succès que le concert doit être répété le lendemain.Désormais applaudi à travers toute l'Europe et alors qu'il vient de diriger une série de concerts à Barcelone, F. v. Hoesslin, accompagné de son épouse, accepte de se faire conduire en avion privé pour retourner à Genève. L'avion s'abîma en mer au large de Perpignan le 25 septembre 1946.

## Discographie
Disparu juste avant la naissance du microsillon, Franz von Hoesslin n'a laissé que peu de traces discographiques. Des enregistrements sont certainement encore à découvrir dans les archives de radios en Europe.
Réédités sur CD : 
- Festival de Bayreuth 1927 :
  - Extraits de L'Or du Rhin, La Walkyrie, Siegfried (Malibran-Music)
- Paris 1929 :
  - L'Anneau du Nibelung, enregistrements Pathé (Gebhardt)